# Jequitinhonha (kommun)
Jequitinhonha är en kommun i Brasilien.   Den ligger i delstaten Minas Gerais, i den östra delen av landet, 700 km öster om huvudstaden Brasília. Antalet invånare är 24 179.
Följande samhällen finns i Jequitinhonha:
- Jequitinhonha

I omgivningarna runt Jequitinhonha växer i huvudsak städsegrön lövskog. Runt Jequitinhonha är det glesbefolkat, med 8 invånare per kvadratkilometer.